# Jan Pietrusiński

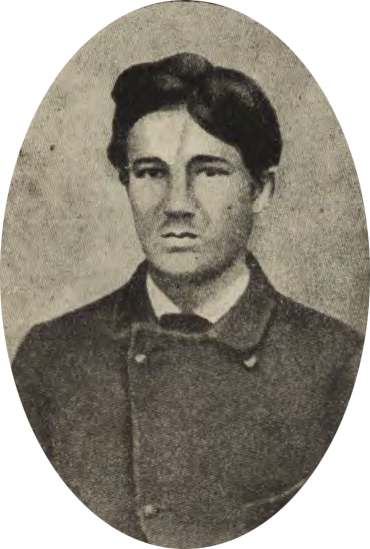
Jan Pietrusiński

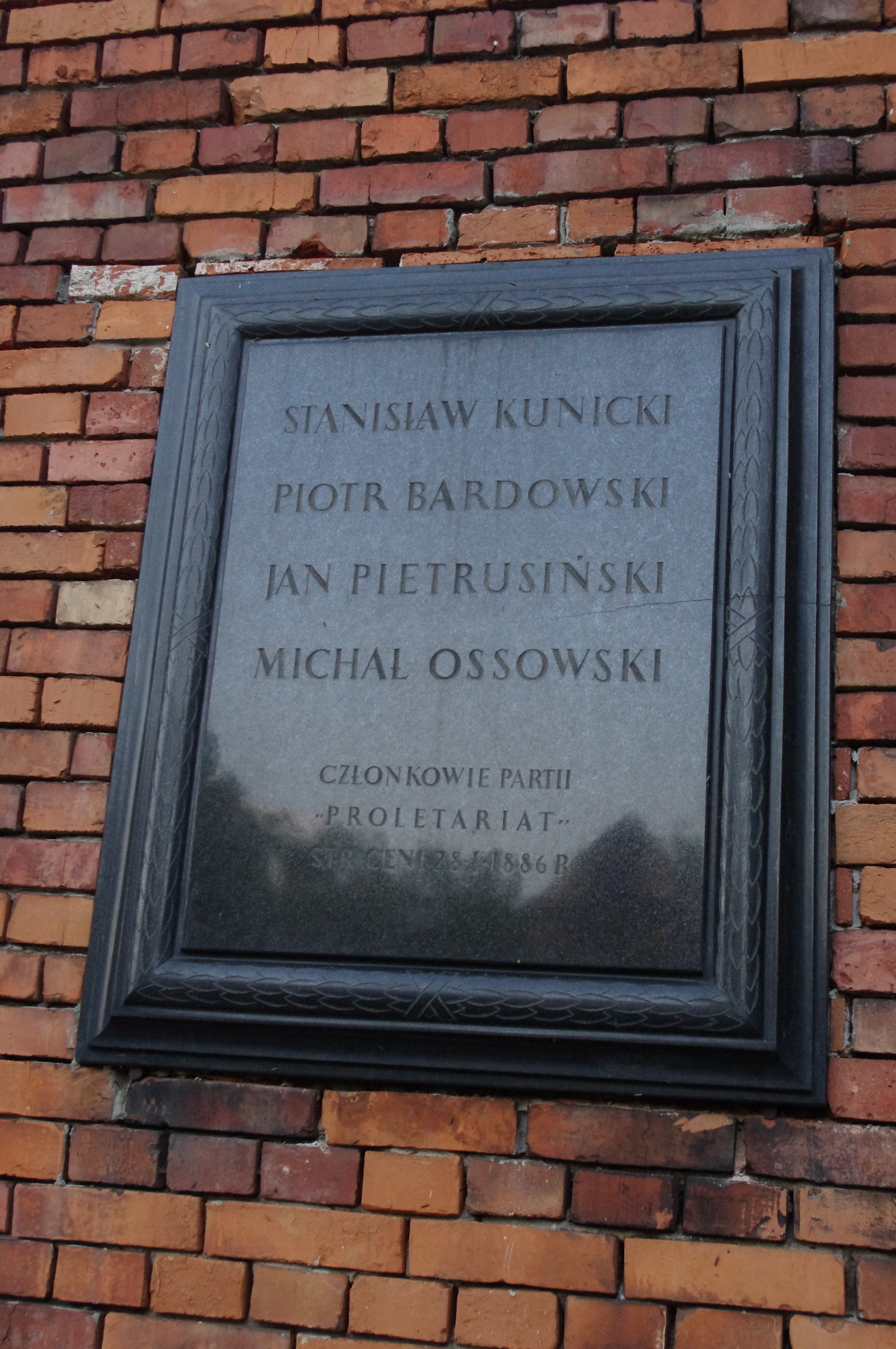
Tablica wmurowana w ścianę Cytadeli Warszawskiej tuż za szczątkami szubienicy, na której w okresie zaborów ginęli bojownicy o wyzwolenie narodowe i przemiany społeczne. Tablica upamiętnia członków partii I Proletariat, straconych 28 stycznia 1886 r.,: Stanisława Kunickiego, Piotra Bardowskiego, Jana Pietrusińskiego i Michała Ossowskiego

Jan Pietrusiński (ur. 22 czerwca 1864 w Tomaszowie Mazowieckim, zm. 28 stycznia 1886 w Warszawie) – tkacz, działacz ruchu robotniczego.
Imieniem proletariusza jest nazwana ulica na północy Katowic oraz w Pabianicach. 

## Życiorys
Pochodził z patriotycznej rodziny. Jego dziadek Jan walczył w wojnach napoleońskich i powstaniu listopadowym, ojciec Teofil w powstaniu styczniowym. Dorastał w Zgierzu, gdzie ukończył szkołę elementarną i rozpoczął pracę w fabryce A.G. Borsta jako tkacz. Podczas pracy w fabryce zaangażował się politycznie, przewodząc kołu partii „Proletariat”, do której wstąpił w 1882. W roku 1884, z polecenia władz partyjnych, dokonał zamachu na oskarżanego o zdradę Franciszka Helszera. Aresztowany i sądzony w procesie dwudziestu dziewięciu działaczy partii „Proletariat”, który rozpoczął się 23 listopada 1885, został skazany na karę śmierci. Wyrok wykonano przez powieszenie na stokach warszawskiej Cytadeli.